# EC 1.12.99
La EC 1.12.99 è una sotto-sottoclasse della classificazione EC relativa agli enzimi. Si tratta di una sottoclasse delle ossidoreduttasi che include enzimi che utilizzano idrogeno come donatore di elettroni ed accettori non noti.

## Enzimi appartenenti alla sotto-sottoclasse
| numero EC    | nome accettato         |
| ------------ | ---------------------- |
| EC 1.12.99.6 | idrogenasi (accettore) |